# Африканская плита
Африканская плита — одна из 14-ти крупнейших литосферных, или тектонических, плит Земли. 
Плита состоит из материковой коры Африканского континента и океанической коры, слагающей дно Атлантического и Индийского океанов. Большинство границ плиты дивергентные, представлены зонами спрединга. То есть большинство соседних тектонических плит двигаются от Африканской плиты.
На западе она отделена от Северо-Американской плиты центральной и южной частями Атлантического хребта. На юге зона спрединга отделяет Африканскую плиту от Антарктической плиты. На севере граница плиты имеет сложное строение. Она расположена в Средиземном море, которое представляет собой остатки от некогда огромного океана Тетис. На востоке плита была ограничена зоной спрединга в Индийском Океане, но в относительно недавнем геологическом прошлом. В зоне Восточно-Африканских рифтов начался рифтинг, в результате которого большая Африканская плита раскололась на Африку (в районе Сомали) и Аравийский полуостров. Точка сочленения этих плит приходится на долину Афар — одно из самых жарких мест на Земле.